# De vuelta al pago
 De vuelta al pago  es una película argentina en blanco y negro sin sonido de Argentina que se estrenó el 27 de noviembre de 1919, dirigida por José Agustín Ferreyra sobre su propio guion, protagonizada por Nelo Cosimi, Carmen Giménez, Lidia Liss y Modesto Insúa.

## Reparto
- Nelo Cosimi
- Carmen Giménez
- Lidia Liss
- Modesto Insúa
- Diego Figueroa
- Ángel Boyano
- Saúl Larguía